# Espinho (Braga)

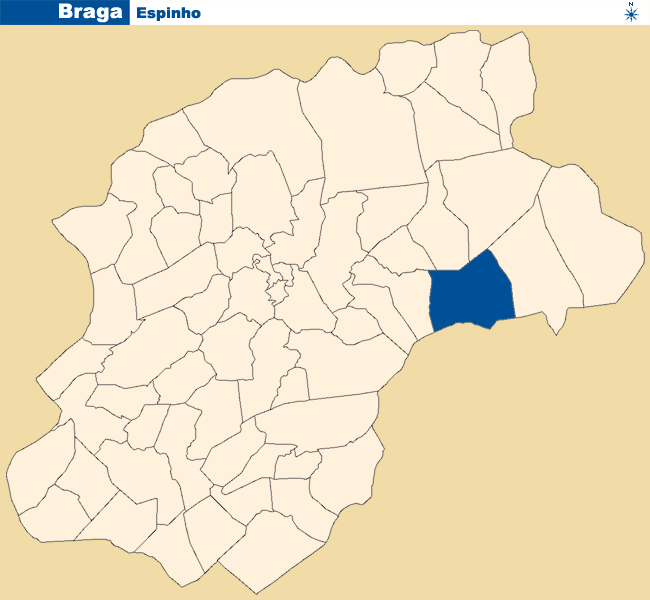
Localização da Freguesia de Espinho no Município de Braga

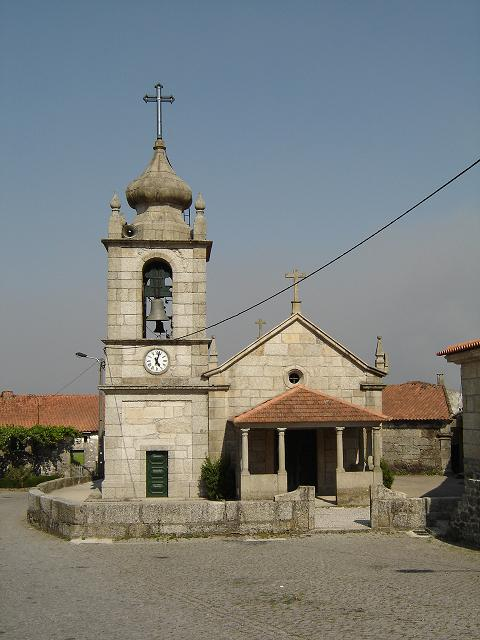
Igreja de Espinho

Espinho (ou São Martinho de Espinho) é uma povoação portuguesa sede da Freguesia de Espinho do Município de Braga, freguesia com 4,48 km² de área e 1057 habitantes (censo de 2021) A sua densidade populacional é 235,9 hab./km².
Até 1852 pertenceu à antiga comarca de Guimarães.

## Demografia
A população registada nos censos foi:
| Distribuição da População por Grupos Etários | Distribuição da População por Grupos Etários | Distribuição da População por Grupos Etários | Distribuição da População por Grupos Etários | Distribuição da População por Grupos Etários |
| -------------------------------------------- | -------------------------------------------- | -------------------------------------------- | -------------------------------------------- | -------------------------------------------- |
| Ano                                          | 0-14 Anos                                    | 15-24 Anos                                   | 25-64 Anos                                   | > 65 Anos                                    |
| 2001                                         | 271                                          | 261                                          | 671                                          | 131                                          |
| 2011                                         | 178                                          | 178                                          | 647                                          | 178                                          |
| 2021                                         | 122                                          | 113                                          | 605                                          | 217                                          |

## Património
- Santuário do Sameiro
- Igreja Matriz
- Capela de Santo António
- Monumento de São Martinho
- Monumento de Cristo Rei

## Localização
Espinho faz fronteira a sul com o Município de Guimarães, a oeste com Nogueira, a norte com Tenões, São Pedro e São Mamede de Este e a este com Sobreposta.
Além da sede, a Freguesia de Espinho engloba os lugares de Aldeia Nova, Bairro, Cachada, Costa, Escola, Fontaínhas, Igreja, Passos, Pinheiro, Ribeiro, Ribeirinho, Santo António e Soutelo.